# Grease: Live!
Pour les articles homonymes, voir Grease.
Pour plus de détails, voir Fiche technique et Distribution.
Grease: Live! est un téléfilm américain de type television special, diffusé et joué en live, réalisé par Thomas Kail et Alex Rudzinski et diffusé le 31 janvier 2016 sur le réseau Fox.
Le téléfilm est adapté de la comédie musicale Grease de Jim Jacobs et Warren Casey et de son adaptation cinématographique.
En France, le téléfilm a été diffusé le 26 décembre 2016 sur 6ter.

## Synopsis
Durant l'été 1958, Sandy Young, une étudiante en vacances, rencontre Danny Zuko, le chef de la bande des T-Birds. Leur amour est cependant interrompu par la fin des vacances car Sandy doit retourner chez elle.
Toutefois, le hasard fait que Sandy reste dans la région et qu'elle intègre en dernière année le même établissement que celui où étudie Danny. Elle y rencontre un groupe de filles, les Pink Ladies, mené par Rizzo. Sans savoir qu'ils sont tout proches, Danny et Sandy racontent, chacun de leur côté, à leurs amis leur amour de vacances. Danny et Sandy finissent par se rencontrer et décident de reprendre leur relation bien que tout les oppose à l'école.

## Fiche technique
- Titre original : Grease: Live!
- Réalisation : Thomas Kail et Alex Rudzinski
- Scénario : Robert Cary et Jonathan Tollins, d'après la comédie musicale Grease de Jim Jacobs et Warren Casey et le film du même nom de Randal Kleiser
- Direction artistique : I. Javier Ameijeiras
- Décors : Jason Howard
- Costumes : William Ivey Long
- Musique : Tom Kitt, d'après les musiques composés par Jim Jacobs et Warren Casey
- Chorégraphie : Zach Woodlee
- Production : Greg Sills
- Production exécutive : Marc Platt
- Sociétés de production : Paramount Television et Marc Platt Productions
- Sociétés de distribution :
  - États-Unis : Fox (télévision) ; Paramount Television (globale)
- Pays d'origine :  États-Unis
- Langue originale : anglais
- Format : couleur - 16:9 HD - son stéréo
- Genre : Musical
- Durée : 180 minutes (avec publicités) ; 130 minutes (sans publicités)
- Dates de première diffusion : 
  - États-Unis et Canada : 31 janvier 2016 sur Fox / CTV (en simultané)
  - France : 26 décembre 2016 sur 6ter

 Sauf indication contraire, les informations mentionnées dans cette section peuvent être confirmées par la base de données cinématographiques IMDb,  présente dans la section « Liens externes ».

## Distribution
- Julianne Hough (VF : Claire Baradat) : Sandy Young
- Aaron Tveit (VF : Pascal Nowak) : Danny Zuko
- Vanessa Hudgens (VF : Adeline Chetail) : Betty Rizzo
- Keke Palmer (VF : Dorothée Pousséo) : Marty Maraschino
- Carly Rae Jepsen (VF : Edwige Lemoine) : Frenchy
- Carlos Pena, Jr. (VF : Antoine Schoumsky) : Kenickie
- Kether Donohue (VF : Patricia Legrand) : Jan
- Jordan Fisher (VF : Paolo Domingo) : Doody
- David Del Rio (VF : Emmanuel Garijo) : Putzie
- Andrew Call (VF : Donald Reignoux) : Sonny
- Mario López (VF : Thierry Kazazian) : Vince Fontaine
- Wendell Pierce (VF : Jean-Paul Pitolin) : le coach Calhoun
- Boyz II Men : Les Teen Angels
- Ana Gasteyer (VF : Brigitte Virtudes) : la principale McGee
- Didi Conn (VF : Elisabeth Fargeot) : Vi
- Barry Pearl (en) (VF : Hervé Caradec) : Monsieur Weaver
- Elle McLemore (VF : Karine Foviau) : Patty Simcox
- Noah Robbins (VF : Benjamin Bollen) : Eugene Felsnick
- Eve Plumb (VF : Isabelle Ganz) : Madame Murdock
- Haneefah Wood (VF : Céline Ronté) : Blanche
- Yvette González-Nacer (en) (VF : Victoria Grosbois) : Charlene « Cha-Cha » DiGregorio
- Jon Robert Hall : Tom Chisum
- Sam Clark (en) (VF : Alexis Tomassian) : Leo
- Jeremy Hudson : Ernie
- Cailan Rose : Cindy
- Jeannie Klisiewicz : la maquilleuse
- DNCE : Les Gamblers
- Joe Jonas : Johnny Casino (non crédité)
- Jessie J : elle-même

- Version française :
  - Société de doublage : Cinephase[2]
  - Direction artistique : Blanche Ravalec[2]

 Source et légende : version française (VF) sur RS Doublage

## Production
Le 28 avril 2014, le réseau Fox annonce travailler avec la branche télévision du studio Paramount Pictures sur une adaptation en téléfilm de la comédie musicale Grease, dont le studio détient les droits d'adaptation. Il est très vite confirmé que le téléfilm sera diffusé en public et en direct, à l'image des productions The Sound of Music Live! et Peter Pan Live! de la chaîne NBC.
En janvier 2015, Julianne Hough décroche le rôle-titre et la chaîne annonce que le téléfilm sera diffusé le 31 janvier 2016, au lieu de l'été 2015, à la suite des soucis de casting. Il est aussi annoncé que Vanessa Hudgens sera à la distribution du téléfilm, marquant son retour à la comédie musicale après High School Musical 3 : Nos années lycée.
Avant la diffusion du téléfilm, Thomas Kail, l'un des réalisateurs, annonce que le téléfilm n'adaptera pas seulement la comédie musicale, il reprendra aussi quelques éléments de son adaptation cinématographique de 1978. En effet, la scène d'ouverture sera la chanson Grease (Is the World), composée uniquement pour le film, et sera interprétée par la chanteuse Jessie J. Le téléfilm contiendra aussi quelques chansons inédites, composées pour lui.
Diffusé et joué en direct, le téléfilm a été tourné au studio Warner Bros. Studios à Burbank et a utilisé deux scènes intérieurs et une extérieur, qui était en fait la Backlot du studio. Le public présent était réparti sur les trois décors et était intégré dedans comme des figurants. Cette façon inédite d'intégrer le public directement dans le téléfilm permet à Grease: Live ! de se distinguer de ses prédécesseurs de la chaîne NBC.
La veille de la diffusion du téléfilm, le père de Vanessa Hudgens est décédé des suites d'un cancer. Le téléfilm, ainsi que la performance de sa fille, lui ont donc été dédiés.

## Numéros musicaux
1. Grease (Is the World) - Jessie J avec la distribution *
2. Alma Mater - Ana Gasteyer et Haneefah Wood avec les choristes
3. Summer Nights - Julianne Hough et Aaron Tveit avec les T-Birds et Pink Ladies *
4. Rydell Fight Song/Cheerleading Tryouts - Elle McLemore et Julianne Hough
5. Summer Nights (reprise) - Julianne Hough et Aaron Tveit
6. Freddy, My Love - Keke Palmer avec les Pink Ladies *
7. Look at Me, I'm Sandra Dee - Vanessa Hudgens avec les Pink Ladies *
8. Look at Me, I'm Sandra Dee (reprise) - Julianne Hough
9. Greased Lightnin - Aaron Tveit et Carlos Pena, Jr. avec les T-Birds *
10. Those Magic Changes - Jordan Fisher et Aaron Tveit *
11. All I Need Is an Angel - Carly Rae Jepsen *
12. Beauty School Dropout - Boyz II Men avec la distribution *
13. Rock 'N Roll Party Queen - DNCE
14. Rock 'N Roll Is Here To Stay - DNCE
15. Cake by the Ocean - DNCE *
16. Maybe (Baby) - DNCE *
17. Born to Hand Jive - DNCE avec la distribution *
18. Mooning - DNCE
19. Hopelessly Devoted to You - Julianne Hough *
20. Sandy - Aaron Tveit *
21. There Are Worse Things I Could Do - Vanessa Hudgens *
22. Look at Me, I'm Sandra Dee (re-reprise) - Julianne Hough
23. You're the One That I Want - Julianne Hough et Aaron Tveit *
24. We Go Together - Julianne Hough et Aaron Tveit avec la distribution *

* Présent dans la bande-originale du téléfilm.

## Accueil

### Audience
Aux États-Unis, le téléfilm a réuni 12.18 millions de téléspectateurs avec un taux de 4.3 sur les 18-49 ans, faisant de lui le programme le plus regardé de la soirée. Le téléfilm devient aussi la deuxième meilleure audience de la saison 2015-2016 de la chaîne Fox, après le lancement de la deuxième saison de la série Empire qui avait réuni 16.18 millions de téléspectateurs. Le téléfilm dépasse aussi le téléfilm live de la saison 2015-2016 de la chaîne NBC, The Wiz Live!, avec des audiences plus hautes de 6 % et un taux sur les 18-49 ans plus haut de 30 %.
La scène où le personnage de Vanessa Hudgens interprète la chanson There Are Worse Things I Could Do, a été la scène du téléfilm la plus regardée sur les sites d'hébergement de vidéos.

### Critique
Le téléfilm a reçu des critiques positives sur le site agrégateur de critiques Rotten Tomatoes recueillant 91 % de critiques positives, avec une note moyenne de 8,3/10 sur la base de 34 critiques collectées. Sur le site Metacritic, il obtient un score de 75/100 sur la base de 23 critiques collectées.
De la part de la presse spécialisée, le téléfilm a aussi reçu des critiques positives. Megan Vick de TV Guide a déclaré que le téléfilm a fait grimper le niveau des téléfilms live et qu'il a réussi à "réunir les éléments de nostalgies de Grease tout en créant une nouvelle expérience". Elle salue aussi la réussite des différents changements de décors, même si elle regrette que la chanson inédite All I Need Is an Angel, interprétée par le personnage de Carly Rae Jepsen, soit trop moderne pour l'univers de Grease.
Jeremmy Gerald du site Deadline a salué la production du téléfilm. Il a aussi jugé que Vanessa Hudgens avait réussi à voler la vedette aux autres acteurs et que le duo formé par Julianne Hough et Aaron Tveit était une réussite. En conclusion, il a aussi salué l'idée de faire participer le public au téléfilm.
Maureen Ryan de Variety a jugé que le duo Julianne Hough et Aaron Tveit était faible comparé à celui de Olivia Newton-John et John Travolta dans l'adaptation cinématographique de 1978. En revanche, elle a salué les performances vocales de Vanessa Hudgens, Carly Rae Jepsen et Keke Palmer, la joie dégagée par Kether Donohue ainsi que les jeux de Ana Gasteyer et Elle McLemore.

## Distinctions

### Récompenses
- Primetime Emmy Awards 2016 : 
  - Meilleure réalisation pour une émission de variétés
  - Meilleur éclairage pour une émission spéciale
  - Meilleur direction artistique pour une émission de variétés, non-fiction, événement ou remise de prix
  - Meilleur programme spécial
  - Meilleure direction technique, prise de vue et contrôle vidéo pour une mini-série, téléfilm ou spéciale

### Nominations
- Primetime Emmy Awards 2016 : 
  - Meilleur casting pour une Mini-série, téléfilm ou spéciale
  - Meilleurs costumes pour une émission de variétés, non-fiction ou télé-réalité
  - Meilleurs coiffures pour une série multi-caméras ou spéciale
  - Meilleurs maquillages pour une série multi-caméras ou spéciale
  - Meilleur montage sonore pour une émission de variétés ou spéciale